# Bad Fischau-Brunn
Bad Fischau-Brunn je městys v okrese Vídeňské Nové Město v rakouské spolkové zemi Dolní Rakousy.

## Geografie
Bad Fischau-Brunn leží v Industrieviertelu (průmyslová čtvrť) v Dolních Rakousích asi 50 km jižně od Vídně na okraji Vídeňské pánve. Leží na západním okraji Steinfeldu v mírném teplotním pásmu. Plocha městyse činí 20,59 čtverečních kilometrů, z čehož je 36,22 % plochy zalesněno.

### Členění obce
Bad Fischau-Brunn sestává ze dvou katastrálních území:
- Bad Fischau
- Brunn an der Schneebergbahn

### Sousední obce
Od severu ve směru hodinových ručiček:
- Wöllersdorf-Steinabrückl na severu
- Vídeňské Nové Město na východě
- Weikersdorf am Steinfelde na jihu
- Winzendorf-Muthmannsdorf
- Markt Piesting na severozápadě

## Historie
Před naším letopočtem byla oblast částí keltského království Noricum a patřila k okolí oppida, později hradu Schwarzenbach na vrchu Burgberg.
Za vlády Římanů patřil dnešní Bad Fischau-Brunn do provincie Panonie.
První písemná zmínka o Bad Fischau pochází z roku 1130. Současný městys vznikl roku 1969 sloučením do té doby samostatných obcí Brunn an der Schneebergbahn a Bad-Fischau na městys Bad Fischau-Brunn.
Podle archeologických nálezů byl Bad Fischau-Brunn osídlený již v 5.tisíciletí před naším letopočtem. Také nálezy z doby bronzové dokazují stopy předhistorických obyvatel. Několik století před naším letopočtem zde žili Keltové. Měli tu pozoruhodné osídlení. Prvním název pro označení místa byl "Vscaia".
V době kolem počátku našeho letopočtu přišli do oblasti ležící na obchodní cestě do Vindobony (Vídně) Římané. V 5. století je vytlačili Germáni. V období stěhování národů se zde na delší dobu usídlili i Avaři a Slované. Za Karla Velikého (742-814) v 8. století byly stanoveny hranice. Bad Fischau-Brunn patřil k severní části slovanského knížectví Karantanie (později do Štýrska) a pod Salcburské biskupství. Roku 865 byla postavena noclehárna pro pocestné.
V dokumentech z 12. století jsou zmínky o Fischau a Brunnu, proto může zdejší zámek pocházet z této doby. V tomto století se také do Fischau dostaly mince z Neukirchenu, protože tu bylo již tržiště a místo mělo politický význam.
 Ve válce mezi Jindřichem Babenberským (1107-1177) a štýrským vévodou Otakarem IV. (1163-1192) byl v roce 1175 Fischau vypálen.
Na sklonku 15. století napadli Fischau Maďaři a později zde řádili Turci.
Na počátku 18. století nechal kníže Esterházy zámek přestavět do barokního slohu. Velké zemětřesení v roce 1768 způsobilo na zámku a ve farním dvoře značné škody. Zámek byl proto v roce 1798 znovu přestavěn.

### Vývoj názvu místa
Předpokládá se, že počátek místního jména Fischau má keltský původ. Dochoval se v různých pravopisech:
- 805 „Fiskaha"
- 1151 „Vischa"
- 1277 „Uischere"

Pojmenování místa je tedy odvozeno od bohatství ryb v řece. Doplňkový název "Bad" (lázně) byl zaveden v roce 1929.

## Politika
Starostou městyse je Reinhard Knobloch a vedoucí kanceláře Richard Zeiß.
V obecním zastupitelstvu je 21 křesel, která byla po posledních volbách dne 14. března 2010 podle získaných rozdělena takto:
- ÖVP 13
- SPÖ 5
- BÜLI 2
- FPÖ 1

## Pamětihodnosti
- Termální lázně – první zmínka o zdejších termálních pramenech pochází z roku 1363. V 19. století (1871-1873) byly postaveny lázně a jsou pod památkovou ochranou (18 °C revmatické nemoci- a pitné kúry), mají důležitost pro léčení i pro cizinecký ruch.
- Farní kostel svatého Martina (Bad Fischau-Brunn)
- Zámek Fischau – základy pocházejí z 12. století přestavba a obnova v letech 1728 a 1830. V roce 2003 byla provedena renovace a dnes jsou zde pořádány různé kulturní slavnosti
- Jeskyně v železnorudné hornině Bad Fischau-Brunn – byla náhodně objevena v roce 1855 a dnes zpřístupněna pro veřejné prohlídky
- Muzeum jeskyně železné rudy – každý první a třetí víkend v měsíci je možná volná prohlídka po předchozím objednání.

## Osobnosti
- Alois Windisch (1888-1958) – rakouský důstojník a generalmajor Wehrmachtu v první i ve druhé světové válce

## Hospodářství a infrastruktura
- Zemědělství
- Cestovní ruch
- Gastronomie
- Podniky a výstavy střední velikosti